# 胡佳 (跳水运动员)
胡佳（1983年1月10日—），湖北武汉人，中国男子跳水运动员（代表广东汕头）。2004雅典奥运会获得男子10米高台跳水冠军。

## 简历
1986年，开始学习体操。
1988年，开始跟随启蒙教练1988汉城奥运会女子3米弹板跳水亚军李青改学跳水。
1993年，随李青教练南下到广东汕头，在汕头市跳水学校进行训练，教练是陈天元。
1994年，进入广东跳水队，教练是李青和其丈夫——3届奧运会男子3米弹板亚军、广东名將谭良德。
1998年进入中国国家跳水队，教练是鐘少珍。
2000年悉尼奥运会，胡佳因队友黄强意外受伤而首次入选奥运阵容，他和田亮合作参加男子双人10米高台，获得了银牌；在男子10米高台决赛中，因第四轮动作发生严重失误，败给田亮，获得银牌。胡佳隨后在多个国內及国外比赛都败给田亮，一直难以翻身，所以他开始了他更加刻苦的训练。2004年雅典奥运会跳水比赛男子10米高台決赛中，胡佳终于首次以完美的表现击败田亮以及多位强手，夺得个人首枚奧运金牌，這也是他的第一個世界冠軍。
2006年及2007年初，胡佳因多次傷患而未能出席多哈亞運會及出席衛冕世錦賽，2007年4月復出參加各項大賽，爭取在2008年北京奧運會上衛冕，但他要面對的競爭對手是隊友火亮、林躍和周呂鑫。最終，胡佳沒能在激烈競爭中突圍，無緣2008年北京奧運會參賽名單。
2009年，胡佳結束多年的跳水生涯，轉行成為一家環保型公司董事長，并于2012年倫敦奧運會期間，客串擔任中央電視台跳水比賽解說嘉賓。
2013年，与相恋多年的女友羅茜完婚。

## 主要成绩
- 2000年
  - 國際泳聯總會跳水大奖赛总決赛曼谷站男子10米高台， 冠军
  - 悉尼奥运会男子单、双人10米高台，亚军
- 2001年
  - 福岡市第九届世界游泳锦标赛男子10米高台单人第六名、双人冠军
  - 广州第九届全运会男子10米高台，亚军
- 2002年
  - 全国跳水锦标赛男子10米高台单人亚军、双人冠军
  - 塞维尔第十三届世界杯跳水赛男子10米高台单人亚军、团体冠军
  - 釜山亚运会男子10米高台单人亚军、双人冠军
- 2003年
  - 巴塞罗那第十届世界游泳锦标赛男子10米高台单人第四名、双人季军
- 2004年
  - 雅典第十四届世界杯跳水赛男子10米高台，亚军
  - 国际跳水冠军巡迴赛上海站男子10米高台，冠军
  - 雅典奥运会男子10米高台，冠军（成绩：748.08分）
- 2005年
  - 蒙特利尔第十一屆世界游泳錦標賽男子10米高台單人冠军，雙人亞軍
  - 南京第十届全运会男子10米高台单人、双人亚军，团体季军
- 2008年
  - 國際泳聯總會跳水大奖赛总決赛馬德里站男子10米高台， 冠军

## 综艺节目
- 2013年 星跳水立方 教練